# Crown Heights – Utica Avenue
Crown Heights – Utica Avenue – stacja metra nowojorskiego, na linii 2, 3 i 4. Znajduje się w dzielnicy Brooklyn, w Nowym Jorku i zlokalizowana jest pomiędzy stacjami Kingston Avenue i Sutter Avenue – Rutland Road. Została otwarta 23 sierpnia 1920.